# (4610) Kájov
(4610) Kájov est un astéroïde de la ceinture principale.

## Description
(4610) Kájov est un astéroïde de la ceinture principale. Il fut découvert le 26 mars 1989 à l'Observatoire Kleť par Antonín Mrkos. Il présente une orbite caractérisée par un demi-grand axe de 2,40 UA, une excentricité de 0,04 et une inclinaison de 3,6° par rapport à l'écliptique.

## Compléments